# ルイス・アマリージャ
ルイス・アマリージャ（Luis Amarilla、1995年8月25日 - ）は、パラグアイ出身のサッカー選手。マサトランFC所属。ポジションはFW。

## クラブ経歴
クラブ・リベルタのユースチームでキャリアをスタート。トップチームデビュー戦は2013年9月18日で、セロ・ポルテーニョと0-0で引き分けた。
2014年シーズンには、アペルトゥーラとクラウスーラそれぞれでチャンピオンを獲得した。また、スペインで行ったレアル・マドリードとのテストマッチでは練習試合ながら5ゴールを決めた。2016年にはクラブ・ソル・デ・アメリカでプレーしたが、2017年にはクラブ・リベルタに復帰。
2017-2018シーズン、アルゼンチンのCAベレス・サルスフィエルドとクラブの新エースとして契約を結んだ。
2019年にはエクアドル・セリエAのウニベルシダ・カトリカにレンタル移籍した。リーグ戦の最初の8日間で6ゴールを決めることに成功した。11月23日、プレーオフ準々決勝でLDUキト相手にハットトリックを達成。2019年シーズンは最終的にリーグ戦で出場24試合・19ゴールを記録し、コパ・スダメリカーナでは1ゴールを決めた。
2020年1月、メジャーリーグサッカーのミネソタ・ユナイテッドFCにレンタル移籍。

## 代表歴
2015年1月、ウルグアイで開催された南米ユース選手権にU-20代表の一員として参加した。同大会では5試合に出場して1ゴールを記録した。
2021年9月2日、2022 FIFAワールドカップ予選のエクアドル代表戦でA代表初出場。

## タイトル
クラブ・リベルタ
- リーガ・パラグアージャ: 2014-A, 2014-C